# Svenska Amerika Mexiko Linien
AB Svenska Amerika Mexiko Linien - förkortat S.A.M.L. - grundat 1911, var ett rederi som bedrev linjetrafik med frakt från Sverige till Nordamerika. Det införlivades i Svenska Amerika Linien 1946.

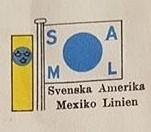
Skorstensmärke och rederiflagga för Svenska Amerikanska Mexiko Linjen.

## Historia
I augusti 1911 grundade Dan Broström rederiet med syftet att transportera varor till Nordamerika. Bolaget fick ett aktiekapital på 1,4 miljoner kronor. Trafiken inleddes 1912 med Dan Broström som verkställande direktör. Det första fartyget, S/S Texas, avgick i september 1912 till Mexikanska Golfen. Det visade sig att trafiken borde delas upp på två linjer: en sydlig till New Orleans - Galveston - Tampico - Vera Cruz och en nordlig till Boston - New York - Philadelphia - Baltimore. På den nordliga rutten satte man 1913 in den nybyggda ångaren New Sweden. Den var dock för stor för styckegodstrafiken och byttes 1916 ut mot Canton, f.d. Nikobar, från Svenska Ostasiatiska Kompaniet, vilken döptes om till Carlsholm. 
Under första världskriget ökade lasttillgången och man chartrade in ångare, samt utökade samtrafiken. Det tidigare samtrafikavtalet med norska Wilh. Wilhelmsen kompletterades av ett med Transatlantic. Två ångare, Eriksholm och Gustavsholm, inköptes. Under 1918 förliste emellertid Eriksholm och Texas. Efter kriget levererades rederiets första motorfartyg Stureholm och flera fartyg tillkom, så att bolaget 1922 disponerade tre ångare och två motorfartyg. Konjunkturerna försämrades, men man anskaffade trots det åtta nya motorfartyg fram till 1930. År 1931 tillkom en ny linje mellan Skandinavien och Montreal - Halifax i Kanada, som bedrevs i samtrafik med Norska Amerika Linjen. Flottan förnyades successivt under 1930-talet genom inköp av ytterligare sex nya motorfartyg, så att man 1939 ägde 14 motorfartyg och en ångare. 
Linjetrafiken upphörde under andra världskriget. Vid allmän fraktfart förlorades genom krigsförlisningar: Lagaholm 1940, Stureholm, Trolleholm och Kexholm 1941, Korsholm, Uddeholm och Blankaholm 1942. Därmed hade halva förkrigsflottan sänkts. Men genom ersättningsbyggen tillkom under krigsåren sex nya motorfartyg och 1945 disponerade rederiet tolv motorfartyg och en ångare.        
År 1915 hade Dan Broström också grundat Rederiaktiebolaget Sverige-Nordamerika, senare Svenska Amerika Linien, för i första hand passagerartrafik. De båda bolagen SAML och SAL arbetade fram till 1946 parallellt med varandra, men då likviderades Svenska Amerika Linien och dess egendom övertogs av SAML. Svenska Amerika Mexiko Linien ändrade samtidigt namn till (nya) Svenska Amerika Linien. Transaktionerna märktes knappast utåt, eftersom de sammanslagna rederierna redan hade samma skorstensmärke och fartyg med holm-namn.

## Fartygslista
| Fartyg          | Byggt | Varv              | I tjänst  | Typ         | Dödvikt | Notering |
| Texas           | 1908  | Bergen            | 1912-1918 | Ångfartyg   | 5247    | Inköpt 1912. Grundstött 1918 vid Lister, Norge och blev vrak.                                                                         |
| New Sweden      | 1913  | Hull              | 1913-1918 | Ångfartyg   | 9820    | Torpederad 1918 i Medelhavet och blev vrak.                                                                                           |
| Carlsholm [I]   | 1906  | Burmeister & Wain | 1916-1934 | Ångfartyg   | 6220    | F.d. Nikobar. Anskaffad 1916 genom byte med Svenska Ostasiatiska Kompaniet. Strandade 1934 i Gävlebukten. Upphuggen 1934 i Köpenhamn. |
| Eriksholm [I]   | 1901  | Sunderland        | 1916-1918 | Ångfartyg   | 4440    | F.d. Ester. Inköpt 1916. Exploderade 1918 i Nordsjön och blev vrak.                                                                   |
| Gustavsholm     | 1907  | Newcastle         | 1918-1921 | Ångfartyg   | 4750    | F.d. Oskar Trapp. Överförd 1918 från Broströms. Såld 1921 till Jonstorp. Ankom 1955 Ystad för upphuggning.                            |
| Igor            | 1883  | South Shields     | 1917-1918 | Ångfartyg   | 2260    | F.d. Cairbahn. Inköpt 1917. Exploderade 1918 i Nordsjön och blev vrak.                                                                |
| Falken          | 1893  | Stockton          | 1917-1920 | Ångfartyg   | 1875    | Inköpt 1917. Såld 1920 till Helsingborg. Såld 1954 till Ystad för upphuggning.                                                        |
| Fanny           | 1887  | Stockton          | 1918      | Ångfartyg   | 2130    | Inköpt 1918. Torpederad 1918 och blev vrak.                                                                                           |
| Fingal          | 1883  | Newcastle         | 1918-1919 | Ångfartyg   | 2410    | Inköpt 1918 från Rederi AB Svenska Lloyd. Överförd 1919 till Rederi AB Sverige-Levanten. Sjönk 1927 efter kollision och blev vrak.    |
| Eriksholm [II]  | 1889  | Middlesbrough     | 1918-1919 | Ångfartyg   | 3060    | F.d. Magnus Broms. Inköpt 1918. Överförd 1919 till Rederi AB Sverige-Levanten. Havererad 1940 efter flyganfall och sjönk till havs.   |
| Bengtsholm      | 1888  | Ayr, Skottland    | 1918-1919 | Ångfartyg   | 2025    | F.d. G.E. Broms. Inköpt 1918. Överförd 1919 till Rederi AB Sverige-Levanten. Upphuggen 1951 i Grekland.                               |
| Einar           | 1879  | Flensburg         | 1918-1920 | Ångfartyg   | 2150    | Inköpt 1918. Såld 1920 till Helsingborg. Till Helsingfors 1933 för upphuggning.                                                       |
| Stureholm [I]   | 1919  | Götaverken        | 1919-1940 | Motorfartyg | 7880    | Torpederad 1940 i Nordatlanten och blev vrak.                                                                                         |
| Braheholm [I]   | 1920  | Vancouver         | 1920-1946 | Ångfartyg   | 8674    | Genom fusion 1946 till Svenska Amerika Linien. Ankom 1959 Italien för upphuggning.                                                    |
| Trolleholm [I]  | 1922  | Kockums           | 1922-1941 | Motorfartyg | 7535    | Sänkt 1941 av tysk hjälkryssare och blev vrak.                                                                                        |
| Sparreholm [I]  | 1921  | Öresundsvarvet    | 1927-1936 | Motorfartyg | 4537    | F.d. Sulina. Överförd 1927 från Sverige-Levanten. Såld 1936 till Bergen. Gick 1969 på grund och blev vrak.                            |
| Odensholm [I]   | 1927  | Eriksberg         | 1927-1932 | Motorfartyg | 5070    | Strandade 1932 utanför Newfoundland och blev vrak.                                                                                    |
| Korsholm        | 1925  | Götaverken        | 1928-1942 | Motorfartyg | 5170    | Överförd 1928 från Svenska Amerika Linien. Sänktes 1942 av tysk ubåt utanför Floridas kust.                                           |
| Ragnhildsholm   | 1929  | Eriksberg         | 1929-1946 | Motorfartyg | 5155    | Genom fusion 1946 till Svenska Amerika Linien. Ankom 1970 Taiwan för upphuggning.                                                     |
| Lagaholm        | 1929  | Eriksberg         | 1929-1940 | Motorfartyg | 5155    | Sänkt 1940 i Nordatlanten av tysk ubåt.                                                                                               |
| Vasaholm [I]    | 1930  | Götaverken        | 1930-1946 | Motorfartyg | 7345    | Genom fusion 1946 till Svenska Amerika Linien. Ankom 1970 Turkiet för upphuggning.                                                    |
| Blankaholm [I]  | 1930  | Eriksberg         | 1930-1942 | Motorfartyg | 5065    | Torpederad 1942 av tysk ubåt och sjönk.                                                                                               |
| Svaneholm [I]   | 1930  | Eriksberg         | 1930-1946 | Motorfartyg | 5065    | Genom fusion 1946 till Svenska Amerika Linien. Ankom 1971 Grekland för upphuggning.                                                   |
| Rydboholm [I]   | 1933  | Götaverken        | 1933-1941 | Motorfartyg | 5430    | Torpederad 1941 av tysk ubåt och sjönk.                                                                                               |
| Uddeholm [I]    | 1934  | Eriksberg         | 1934-1942 | Motorfartyg | 6820    | Minsprängdes 1942 i Skagerak och sjönk.                                                                                               |
| Kexholm         | 1937  | Eriksberg         | 1937-1941 | Motorfartyg | 6780    | Sänkt 1941 i Norsatlanten vid flyganfall.                                                                                             |
| Tunaholm        | 1938  | Götaverken        | 1938-1946 | Motorfartyg | 5975    | Genom fusion 1946 till Svenska Amerika Linien. Ankom 1972 Kina för upphuggning.                                                       |
| Stegeholm       | 1939  | Lindholmen        | 1939-1946 | Motorfartyg | 7010    | Genom fusion 1946 till Svenska Amerika Linien. Ankom 1978 Gadani Beach, Pakistan för upphuggning.                                     |
| Danaholm        | 1939  | Helsingør         | 1939-1946 | Motorfartyg | 5935    | Genom fusion 1946 till Svenska Amerika Linien. Ankom 1972 Turkiet för upphuggning.                                                    |
| Laholm          | 1942  | Ålborg            | 1942-1946 | Motorfartyg | 2900    | Genom fusion 1946 till Svenska Amerika Linien. Ankom 1978 Grekland för upphuggning.                                                   |
| Tidaholm        | 1943  | Eriksberg         | 1943-1946 | Motorfartyg | 6420    | Genom fusion 1946 till Svenska Amerika Linien. Ankom 1978 Gadani Beach, Pakistan för upphuggning.                                     |
| Krageholm       | 1943  | Kockums           | 1943-1946 | Motorfartyg | 6390    | Genom fusion 1946 till Svenska Amerika Linien. Sänktes 1971 utanför Dakar efter haveri.                                               |
| Vretaholm [I]   | 1943  | Götaverken        | 1943-1946 | Motorfartyg | 7460    | Genom fusion 1946 till Svenska Amerika Linien. Ankom 1974 Kina för upphuggning.                                                       |
| Sparreholm [II] | 1944  | Kockums           | 1944-1946 | Motorfartyg | 6350    | Genom fusion 1946 till Svenska Amerika Linien. Ankom 1974 Italien för upphuggning.                                                    |
| Uddeholm [II]   | 1945  | Eriksberg         | 1945-1946 | Motorfartyg | 7750    | Genom fusion 1946 till Svenska Amerika Linien. Blev 1974 vrak utanför Somalias kust efter haveri.                                     |
| Rydboholm [II]  | 1946  | Götaverken        | 1945-1946 | Motorfartyg | 7620    | Genom fusion 1946 till Svenska Amerika Linien. Ankom 1978 Grekland för upphuggning.                                                   |
| Trolleholm [II] | 1946  | Eriksberg         | 1946      | Motorfartyg | 7450    | Genom fusion 1946 till Svenska Amerika Linien. Ankom 1965 Belgien för upphuggning.                                                    |